# Фредерик Джордж Джаксън
Фредерик Джордж Джаксън (на английски: Frederick George Jackson) е английски полярен изследовател и географ, изследовател на Африка и Австралия, професионален военен. Член-кореспондент на Географските дружества на САЩ и Италия.

## Произход и младежки години (1860 – 1886)
Роден е на 6 март 1860 година в провинциалното градче Олчестър, южно от Бирмингам, в семейството на Джордж Фредерик и Мери Елизабет Джаксън. След завършване на средното си образование в колеж „Денстоун“ в Стафордшър, заминава за Австралия, щата Куинсланд, където се опитва за отглежда овце, но скоро фалира. По време на своето тригодишно пребиваване в Австралия предприема първата си експедиция през пустинята Симпсън, която се оказва сериозна школа за по-нататъшните му пътешествия. След завръщането си във Великобритания записва медицина в Единбургския университет в Шотландия и завършва през 1885.

## Експедиционна дейност (1886 – 1897)

### Първо арктическо плаване (1886 – 1887)
В периода 1886 – 1887 Джаксън за първи път посещава Арктика на китобойния кораб „Ерик“. През 1890 подава заявление за участие в експедицията на Фритьоф Нансен към Северния полюс, но получава отказ, защото експедицията е изцяло норвежка.

### Експедиция в Африка (1889 – 1890)
Една година преди това, през 1889 – 1890 Джаксън предприема първата си голяма експедиция в Екваториална Африка, в Кения, като изследва територията между езерата Найваша и Виктория. След това заобикаля от изток и север масива Елгон и пръв се изкачва на върха му (4321 м). На северозапад от масива открива група езера, в т.ч. езерата Бисина (1°39′ с. ш. 34°09′ и. д. / 1.65° с. ш. 34.15° и. д.), Опета (1°35′ с. ш. 34°11′ и. д. / 1.583333° с. ш. 34.183333° и. д.), Нягуо (1°20′ с. ш. 33°42′ и. д. / 1.333333° с. ш. 33.7° и. д.), Нясала (1°19′ с. ш. 33°40′ и. д. / 1.316667° с. ш. 33.666667° и. д.) и др.

### Ново плаване в Арктика (1893)
През 1893 предприема плаване покрай северното крайбрежие на Сибир, като изследва над 3000 мили от тундрата между устията на Печора и Об. Това свое плаване описва в излязлата през 1895 книга „The Great Frozen Land“ („Земя на вечната замръзналост“).

### Изследване на архипелага Земя на Франц Йосиф (1894 – 1897)
От 1894 до 1897 възглавява нова арктическа експедиция, целта на която е комплексно изследване на архипелага Земя на Франц Йосиф, за който по това време има много малко сведения. За целта е построена стационарна база Елмууд (Elmwood) на нос Флора, на остров Нортбрук. Джаксън и неговите сътрудници извършват картиране на значителна част от архипелага и откриват няколко от множеството острови. На остров Нортбрук са намерени вкаменелости от юрския период, свидетелстващи, че по-рано в Арктика е имало субтропичен климат.
През пролетта на 1895 открива остров Джаксън (81°13′ с. ш. 56°20′ и. д. / 81.216667° с. ш. 56.333333° и. д.), остров Земя Джордж (вторично, 80°30′ с. ш. 49°00′ и. д. / 80.5° с. ш. 49° и. д.), островите Нансен, Луиджи, Солсбъри и още пет по-малки, и протока Британски Канал. През пролетта на 1897 в северната част на остров Земя Джордж открива п-ов Армитидж, а на север от него – остров Артур (81°06′ с. ш. 50°39′ и. д. / 81.1° с. ш. 50.65° и. д.).
През юни 1896 г., Джаксън и неговите сътрудници спасяват от сигурна смърт Фритьоф Нансен и неговия спътник Фредерик Ялмар Йохансен, които напускат дрейфуващия кораб „Фрам“. Правят неуспешен опит да достигнат Северния полюс и едва се добират до архипелага Земя на Франц Йосиф.
Общо в изследователски походи по архипелага Джаксън преминава 1140 мили, 500 от които са детайлно картирани. Своите открития и изследвания Джаксън описва в книгата си излязла през 1899 „A Thousand Days in the Arctic“ („Хиляда дни в Арктика“). След завръщането си от Арктика е награден с рицарски кръст на Кралския норвежки орден Свети Олаф за спасяването на Нансен и Йохансен, а през 1899 е удостоен със златен медал на Парижкото географско дружество.

## Следващи години (1897 – 1938)
През 1899 Джаксън, заедно със своя 5-и батальон на Манчестърския полк, участва в Англо-бурската война (1899 – 1900) в Южна Африка, където стига до чин капитан. По време на Първата световна война е командир на полк и се сражава във Франция. През 1917 излиза в оставка с чин майор, но през 1918 след като почива жена му отново се връща на служба и е комендант на лагер за немски военнопленници. За участието си във войната е награден с няколко ордена и медали.
След войната предприема няколко експедиции в Африка – Ботсуана, Северна Родезия, Руанда и Бурунди. Посещава и изследва изворите на Нил, Конго и Замбези, а също изследва и вододела между река Луалаба и езерото Киву. По-късно служи в Лигата на нациите и е назначен да разследва фактите около търговията с роби в Либерия.
През 1929 г., на 69-годишна възраст, Джаксън се жени за втори път и шокира съвременниците си като се заселва в плаваща къща насред река Темза. Умира в плаващия си дом на 13 март 1938 година на 78-годишна възраст.

## Памет
Неговото име носят:
- леден купол Джаксън на остров Хукер, в архипелага Земя на Франц Йосиф;
- остров Джаксън (81°13′ с. ш. 56°20′ и. д. / 81.216667° с. ш. 56.333333° и. д.) в Баренцево море, в архипелага Земя на Франц Йосиф;
- остров Джаксън (70°15′ с. ш. 58°42′ и. д. / 70.25° с. ш. 58.7° и. д.) в Баренцево море, в близост до остров Вайгач.

## Съчинения
- The Great Frozen Land. (1895), London: Macmillan & Co.
- A Thousand Days in the Arctic. vol. 2. (1899), New York: Harper & Brothers.